# Kotasaari (ö i Kajanaland, Kehys-Kainuu, lat 64,25, long 29,72)
Kotasaari är en ö i Finland. Den ligger i sjön Lentua och i kommunen Kuhmo i den ekonomiska regionen  Kehys-Kainuu  och landskapet Kajanaland, i den centrala delen av landet, 500 km nordost om huvudstaden Helsingfors. Öns största längd är 5,1 kilometer i sydväst-nordöstlig riktning.